# Хесселинк, Виллем
Виллем Фредерик Хесселинк (нидерл. Willem Frederik Hesselink; 8 февраля 1878, Арнем — 1 декабря 1973, Беннеком, Гелдерланд) — голландский футболист и тренер. Первый тренер в истории мюнхенской «Баварии».
Получил прозвище доктор, потому что защитил докторскую диссертацию по химии, а другое прозвище Хесселинка, пушка, произошло от его сильных и точных ударов по воротам.

## Клубная карьера
Виллем Фредерик Хесселинк был родом из спортивной семьи, его брат, который был на два года старше, являлся одним из основателей футбольного клуба «Витесс». Сам Виллем играл за созданный братом клуб (1892—1899, 1908—1919). Хесселинк изучал химию, для этого он поехал в Гаагу, там же выступал за клуб ХВВ Ден Хааг (1899—1901). 
В 1902 году Хесселинк продолжил обучение в Мюнхенском университете, где помимо изучения химии, он играл за «Баварию» (1902—1905), в мюнхенском клубе он, также, выполнял функции тренера (1903—1906) и позже президента. Кроме «Баварии» Хесселинк был президентом клуба «Витесс» (1916—1922).
Помимо футбола, Хесселинк занимался лёгкой атлетикой, становился победителем чемпионата Нидерландов по прыжкам в длину и бегу на 1500 метров, до 1910 года держал национальный рекорд по прыжкам в длину. После окончания карьеры, в июне 1904 года защитил диссертацию о портвейне на докторскую степень, позже получил докторскую степень по философии. Проявлял интерес к криминалистике, женился во Франкфурте на Берте Гюттлер и вернулся в Нидерланды, где основал судебно-медицинскую лабораторию.

## Международная карьера
Хесселинк выступал за сборную Нидерландов, его первая игра состоялась 14 мая 1905 года против сборной Бельгии, в которой футболист на 74-й минуте встречи забил первый гол, а игра завершилась со счётом 4:0. Всего Хесселинк провёл 1 игру в национальной команде.

### Матчи Хесселинка за сборную Нидерландов
| Матчи Хесселинка за сборную Нидерландов | Матчи Хесселинка за сборную Нидерландов | Матчи Хесселинка за сборную Нидерландов | Матчи Хесселинка за сборную Нидерландов | Матчи Хесселинка за сборную Нидерландов | Матчи Хесселинка за сборную Нидерландов |
| --------------------------------------- | --------------------------------------- | --------------------------------------- | --------------------------------------- | --------------------------------------- | --------------------------------------- |
| №                                       | Дата                                    | Соперник                                | Счёт                                    | Голы Хесселинка                         | Соревнование                            |
| 1                                       | 14 мая 1905                             | Бельгия                                 | 4:0                                     | —                                       | Кубок Rotterdamsch Nieuwsblad 1905      |

Итого: 1 матч / 0 голов; 1 победа, 0 ничьих, 0 поражений.